# Улкененбек
Улкененбе́к (каз. Үлкенеңбек) — село у складі Теректинського району Західноказахстанської області Казахстану. Входить до складу Аксогимського сільського округу.
У радянські часи село називалось Улкен Єнбек.
Населення — 424 особи (2021; 541 у 2009, 883 у 1999, 574 у 1989).